# Каслтаун-Геохеган
Каслтаун-Геохеган (англ. Castletown-Geoghegan; ирл. Baile Chaisleain Mhic Eochagain) — деревня в Ирландии, находится в графстве Уэстмит (провинция Ленстер). 
Население — 671 человек (по переписи 2006 года).
Поселение образовалось как именное поместье рода Геохеган, являвшегося крупнейшими землевладельцами юга Уэстмит до войны Трех Королевств (1639-1651 года), в результате которой они потеряли большинство своих земель. 
В поселке имеются церковь, несколько магазинов, полицейский участок.